# Флеури, Сержиу
Сержиу Фернанду Параньюс Флеури (порт. Sérgio Fernando Paranhos Fleury; 19 мая 1933, Нитерой — 1 мая 1979, Ильябела) — бразильский полицейский, комиссар уголовной полиции Сан-Паулу, затем руководящий сотрудник политической полиции ДОПС. Активный участник политических репрессий времён военного режима, организатор и командир эскадронов смерти.

## Происхождение и образование
Родился в семье судебно-медицинского эксперта. Когда Сержиу было одиннадцать лет, его отец скончался из-за заражения при вскрытии трупа. После кончины Флеури-старшего Сержиу перебрался из Нитероя в Сан-Паулу.
Начальное образование получил в интернате Лицея Coração de Jesus. Окончил колледж в Риу-Бранку. Затем вернулся в Сан-Паулу, проживал в Вила-Мариана.

## Комиссар уголовной полиции
В 1950 году 17-летний Сержиу Флеури поступил на службу в полицию. Окончил полицейское училище по курсам следователя, судмедэксперта, оперативника и телохранителя, затем юридический факультет университета в Сан-Жозе-дус-Кампусе. Получил степень бакалавра права.
Сержиу Флеури быстро приобрёл известность как один из лучших сотрудников патрульной службы Сан-Паулу. Участвовал в расследовании тяжких преступлений, задержаниях особо опасных преступников. Отличался большой личной храбростью и жёсткими методами борьбе с криминальными структурами. Несколько криминальных авторитетов были убиты на месте при его непосредственном участии. С 1966 года имел звание комиссара полиции.
Как профессионал Флеури скептически относился к техническим новациям, предпочитая испытанные «полевые» методы — вербовку и засылку агентуры, индивидуальную работу с источниками информации, тайную слежку, силовые задержания.

## Delegado политической полиции
Служебные успехи Флеури были отмечены полицейским начальством. В 1968 году он был переведён из уголовной полиции в службу политического сыска — Департамент политического и социального порядка (ДОПС). Ему была поручена борьба с леворадикальными организациями и повстанческими движениями. Первой акцией Флеури на новой службе был разгром подпольного студенческого съезда и арест более 900 участников.
Расследовал совершённые ультралевыми теракты — взрывы бомб в редакциях правых изданий, армейских штабах, на железнодорожных станциях, ограбления банков для получения средств на подполье. Операциями, как правило, Флеури руководил лично. Самой известной операцией Сержиу Флеури стала засада 4 ноября 1969, в результате которой был убит бывший руководитель Бразильской коммунистической партии (БКП), идеолог партизанской войны Карлус Маригелла. 23 октября 1970 под руководством Флеури был захвачен и убит коммунистический активист Жоаким Камара Феррейра. 17 сентября 1971 под руководством Флеури было организовано убийство основателя Революционного народного авангарда Карлуса Ламарки, последнего лидера левацкой герильи.
Флеури применял в ДОПС навыки уголовной полиции: преследование через связи, жёсткие задержания, шантаж, убийства на месте. Он лично участвовал в допросах арестованных и применял пытки. Среди жертв его пыток были присоединившиеся к левому подполью монахи доминиканского ордена, один из которых — Фрей Тито — не вынеся их психологических последствий, впоследствии покончил с собой. При этом Флеури утверждал, что идеология на полицейской службе для него не имеет значения; он борется с нарушителями закона. Коммунистическая стратегия городской герильи была для него равнозначна уголовному бандитизму.
Постепенно Сержиу Флеури приобрёл широкую известность в стране (особенно после ликвидации Маригеллы). Обладал репутацией аса полицейской службы и «человека, способного на всё». Флеури, наряду с полковником Брильянте Устра (начальник армейской спецслужбы), рассматривался как ведущий деятель репрессивного аппарата. В качестве главы ДОПС Сан-Паулу Флеури причислялся к лицам, определяющим карательную государственную политику. Имел прозвище Delegado — в данном значении: Начальник, Шеф.

Флеури был связным между ДОПС и военными, представителем верховного командования. Он никого не слушал. Он мог допрашивать заключённых любой спецслужбы, в любом полицейском участке страны. Целый этаж в ДОПС принадлежал ему. Каждый должен был сначала позвонить по телефону: «Флеури, мне необходимо поговорить с тобой». Без этого нельзя было войти. За его дверью скрывалась тайна.

Как-то раз я арестовал одного парня, не помню, как его звали. Флеури попросил передать арестованного ему. Два дня ничего не было слышно, потом я пришёл к Флеури и задал вопрос. Флеури извинился передо мной: оказалось, он убил того парня.

Жозе Паулу Бонкриштиану, сотрудник ДОПС

За участие в совместных оперативных мероприятиях с вооружёнными силами Бразилии Сержио Флеури был отмечен наградами сухопутных войск и военно-морского флота, а также региональными и ведомственными наградами.

## Бригадир «эскадрона смерти»
С конца 1960-х годов Сержиу Флеури стал организатором эскадронов смерти — иррегулярных формирований для внеправовых расправ. Членами этих групп были, как правило, сотрудники полиции и ДОПС. Целью являлась месть за убитых полицейских. Известно высказывание Флеури о том, что «за каждого полицейского будут убиты десять бандитов».
Самая крупная акция «эскадрона» Флеури была совершена 17 июня 1970. Флеури организовал и возглавил расстрел пятнадцати заключённых в тюрьмах Сан-Паулу и Гуарульюса — за убийство полицейского, совершённое криминальным авторитетом Аджованом Нунесом. В тот же день был найден труп Нунеса со 150 пулевыми ранениями. Также силами «эскадрона» совершались похищения коммунистических и левых активистов. В некоторых случаях они подвергались пыткам, после чего были убиты. По имеющимся подсчётам, общее количество убитых «эскадроном» Флеури достигало 200 человек, большинство из которых принадлежали к криминальным группировкам.
В 1973 году Сержиу Флеури был арестован по обвинению в руководстве «эскадроном смерти», похищениях, пытках и убийствах. Он также подозревался в причастности к незаконному обороту наркотиков, но это обвинение подтверждений не получило. Была доказана его причастность к 7 эпизодам убийств (из 22 вменённых ему лично вменялись 22 эпизода, всему «эскадрону» — 69). Однако в Бразилии был принят закон, предоставивший преференции обвиняемым; кроме того, судьи и обвинители явно симпатизировали Флеури. В 1974 Флеури был оправдан.
Имеются данные, согласно которым действия «эскадрона» Флеури оплачивались бизнесменами, заинтересованными в «подпольных акциях военного режима» (в том числе физическом устранении криминальных авторитетов и оппозиционных активистов). Эти выплаты сделали Флеури богатым человеком. Постепенно он переставал подчиняться начальству и спонсорам, действуя на собственное усмотрение. Это вызвало серьёзное недовольство, особенно в военных кругах.

## Крайне правый политик
Вернувшись на службу в ДОПС, Сержиу Флеури организовал в 1976 году ещё несколько полицейских операций против коммунистического подполья. Он подозревается в организации убийства бывшего президента Бразилии Жуана Гуларта, находившегося в эмиграции в Аргентине (в порядке Операции «Кондор»). С другой стороны, в 1976 году Флеури расследовал громкое дело о похищении с целью выкупа Лудиу Коэлью, сына одного из крупнейших финансистов. Преступники — офицеры военной полиции — были обнаружены и убиты.
В 1977 году Флеури был назначен директором Государственного департамента уголовных расследований. В начале 1978 года он был вновь арестован по обвинению в убийствах, но опять быстро освобождён.
С 1978 года Сержиу Флеури стал проявляться как политический деятель. Состоял в правящей партии Национальный союз обновления, принадлежал к её крайне правому крылу. Был активным сторонником полковника Эражму Диаса — лидера праворадикальных сил, организатора политических репрессий. Выступал против политики «контролируемой либерализации», проводимой президентом Эрнесту Гайзелом. Категорически возражал против амнистии политическим заключённым. Являлся символом и рупором самого жёсткого крыла военного режима.

Истинная любовь заключается в том, чтобы делать людям добро. Значит, истинная демократия — это железная рука. Массы как дети, они всегда зависимы.

Сержио Флеури

## Смерть и версии
45-летний Сержиу Флеури утонул во время водной прогулки, которую совершал в состоянии алкогольного опьянения. Официально считается, что он стал жертвой несчастного случая.
Однако существует версия об убийстве Флеури. Как утверждает бывший сотрудник ДОПС Клаудио Гуэрра, такое решение было принято на специальном совещании группы высокопоставленных военных и полицейских в апреле 1979 года. Причина состояла в том, что Флеури активно противостоял «либеральному» курсу президента Гайзеля (кроме того, руководящих силовиков не устраивали его амбиции, чрезмерная самостоятельность и употребление наркотиков). По словам Гуэрры, покупка прогулочной лодки, сделанная Флеури незадолго до гибели, была положительно воспринята организаторами: она давала возможность инсценировать несчастный случай на воде. Перед прогулкой Флеури якобы был подвергнут воздействию специальных препаратов, а падение в воду наступило от попадания камня в голову. Положенного вскрытия для установления причин смерти не было проведено.
Однако иных подтверждений, кроме заявлений Гуэрры, эта версия не имеет. По рассказу Марии Исабель — жены Флеури, которая присутствовала при его гибели — дело обстояло проще: Флеури поскользнулся и упал в воду, запрыгивая в лодку (после многократных алкогольных возлияний в связи с удачной покупкой).

## Память
Известие о смерти Флеури вызвало массовое ликование. На стадионе в Сан-Паулу 1 мая 1979 аплодировала стотысячная толпа.
С другой стороны, именем Сержиу Флеури была названа улица в Сан-Карлусе (переименована только в 2009, при левом правительстве Лулы). Память Флеури чтят сторонники правого политика Жаира Болсонару. Его сын Эдуарду Болсонару-младший восхищается Флеури и ставит ему в вину лишь избыточную доброту и недостаточное количество убийств. Особенно популярен «Delegado» среди правых активистов Сан-Паулу. Образ Сержио Флеури сделался своеобразным символом современных бразильских ультраправых.
Возмущение левых сил вызвало в 2017 году прославление Флеури на бразильском карнавале. Вопрос рассматривался на уровне администрации и прокуратуры Сан-Паулу. Демонстрация символики, подобной портрету Флеури, была сочтена «неуважением к жертвам диктатуры».
Соратники, единомышленники и последователи Сержио Флеури ежегодно отмечают годовщину его гибели. Организатором таких мероприятий выступает бывший заместитель Флеури в управлении ДОПС Карлус Алберту Аугусту. В заявлениях ветеранов полиции и ультраправых активистов Сержиу Флеури характеризуется как «лучший офицер полиции и армии, который не позволил сделать Бразилию коммунистической».
Сержиу Флеури выведен как отрицательный персонаж в бразильских кинофильмах Pra frente, Brasil (1982), Lamarca (1994), Batismo de Sangue (2007), «Маригелла» (2019).

## Семья
Супруги Сержиу Флеури и Мария Изабел Оппиду имели в браке сыновей Паулу Сержиу, Николау Фернанду и дочь Марию Беатрис. Сыновья Сержиу Флеруи также стали офицерами бразильской полиции. Николау Флеури скончался в 1983 году.
Паулу Флеури в 2010 году был уволен с полицейской службы. Соответствующее распоряжение издал губернатор штата Сан-Паулу Алберту Голдман — представитель Бразильской социал-демократической партии, в молодости активист БКП. Ранее Флеури-младший дважды привлекался к судебной ответственности за должностные преступления — изъятие в свою пользу конфискованных товаров, создание преференций для собственной юридической фирмы Fleury Consultoria Ltda. Сам он категорически отрицает обвинения и утверждает, будто уголовное преследование инициировано из аппарата губернатора в ходе теневых интриг.